# Сэйнсбери, Томас
То́мас Сэ́йнсбери (англ. Thomas Sainsbury; род. 1982, Матамата, Уаикато) — новозеландский актёр, комик и сценарист. Известен благодаря своему участию в сериале «Паранормальный Веллингтон» и фильме «Пушки Акимбо».

## Биография
Томас родился в 1982 году в городе Матамата и был самым младшим из трёх детей. Всё своё детство Томас провёл на молочной ферме и проходил обучение в городском колледже. В возрасте 9 лет Томас посетил городскую оперу и стал свидетелем сценической постановки мюзикла «Магазинчик ужасов» и его желание связать свою жизнь с актёрским мастерством и драматургией только возросло. Чуть позже, в школе, Томасу было поручено написать программу для школьного собрания, что только помогло ему отточить мастерство писателя.
В возрасте 18 лет, в 2000 году, Томас переехал в Окленд, чтобы получить степень бакалавра исскуств в Оклендском университете и, в качестве специальности, он выбрал театр и английскую литературу. По ходу обучения Томас занимался постановкой и написанием театральных пьес сразу в нескольких театрах Окленда.

## Карьера

### Театр
За всю свою карьеру Томас написал более 50 театральных пьес, среди которых: «The Christmas Monologues», «The Mall», «A Simple Procedure», «And Then You Die» и другие, некоторые из которых ставятся по всему миру до сих пор.
Сэйнсбери является четырёхкратным победителем конкурса «Молодой драматург года» на фестивале Playmarket. Кроме того, Томас является трёхкратным номинантом на «Драматургическую премию Брюса Мейсона». Также, одна из пьес Томаса, «The Canary» получила специальный приз на фестивале Playmarket в 2010 году.

### Кино и ТВ
В 2010 году Томас, совместно с актрисой Мадлен Сами, придумал телесериал «Супергород» — комедийный телесериал, действие которого разворачивается в Окленде. В 2011 году, за работу над сценарием сериала, Томас получил премию SWANZ за лучший комедийный сценарий, а в 2012 году права на сценарий были куплены телеканалом ABC.
После этого Томас продолжил писать сценарии для большинства новозеландских теле- и веб-сериалов и комедийных шоу, в том числе для премии «Эмми». 
Среди значимых киноролей в фильмографии Томаса можно выделить роль Джейсона Киркпатрика в сериале «Шортланд-стрит» и менее заметные роли в таких фильмах и сериалах, как «Паранормальный Веллингтон», «Пушки Акимбо», «Обитель смерти» и «Sweet Tooth: мальчик с оленьими рогами».
В 2021 году Томас принял участие в музыкальном песенном телешоу «Маска», новозеландской адаптации популярного международного формата «The Masked Singer» в маске Пришельца и покинул проект в третьем выпуске.

## Избранная фильмография
| Год         | Произведение                           | Роль               | Примечания |
| ----------- | -------------------------------------- | ------------------ | ---------- |
| 2017 — 2018 | Шортланд-стрит                         | Джейсон Киркпатрик | телесериал |
| 2018 — 2022 | Паранормальный Веллингтон              | констебль Паркер   | телесериал |
| 2019        | Пушки Акимбо                           | поющий парень      | фильм      |
| 2023        | Sweet Tooth: мальчик с оленьими рогами | Дадли              | телесериал |
| 2024        | Обитель смерти                         | сиделка Майка      | фильм      |